# Canadian Amateur Hockey Association
Die Canadian Amateur Hockey Association (CAHA) (französisch Association canadienne de hockey amateur) war ein kanadischer Eishockeyverband, der von 1914 bis 1994 für den kanadischen Amateur-Eishockeybereich zuständig war. Im Jahr 1994 wurde er mit der Canadian Hockey Association zu Hockey Canada zusammengelegt.
Die Canadian Amateur Hockey Association wurde im Jahr 1914 im Château Laurier in der kanadischen Hauptstadt Ottawa von den Treuhändern des Allan Cup gegründet. Im Jahr 1919 übernahmen sie die Treuhandschaft auch für den Memorial Cup, der 1985 in den Besitz der Canadian Hockey League überging. Mit der Zeit wuchsen die Aufgaben des Verbandes und so war er später für den gesamten Amateurbereich Kanadas zuständig.
Im Juli 1994 wurde die Canadian Amateur Hockey Association mit der 1968 gegründeten Canadian Hockey Association zu Hockey Canada zusammengelegt.